# Ameddig a lábam bírja
Az Ameddig a lábam bírja (eredeti cím: So weit die Füße tragen)  2001-ben bemutatott német háborús dráma.
A film megtörtént esetet dolgoz fel.
Josef Martin Bauer 1955-ben megjelent könyve Cornelius Rost valódi történetén alapszik, aki a „Clemens Forell” álnevet használta, hogy elkerülje a KGB megtorlását.
A filmet Nyikolaj Kondraskin (1917-2001) sámánnak ajánlják.

## Rövid történet
Egy német katona, Clemens Forell megszökik egy szibériai munkatáborból, amely a Szovjetunió távoli, északi sarkkörön túli területén működik. Az őt segítő, halálosan beteg tábororvos tanácsára nem nyugat felé indul, ahol eddig minden szökevény társát elkapták, hanem délnek, Üzbegisztán és Irán felé menekül. Üldözői nyomát vesztik, kivéve az őt személyesen jól ismerő, fanatikus szovjet táborőr-főhadnagy, aki a szökevény fejével gondolkodik, és mindvégig a nyomában marad a fél országot átszelő, több éven át tartó, kalandos és viszontagságos út során. A szökevény és üldözője az utolsó pillanatban egyszerre érkeznek az iráni határon átvezető hídhoz. Válságos találkozás után a szökevény végül mégis hazajut családjához Németországba.

## Cselekmény
|  | Alább a cselekmény részletei következnek! |

1944 augusztusa, Bajorország.
Clemens Forell főhadnagy a feleségétől és kislányától búcsúzik egy katonai szerelvény mellett. Felesége terhes. A férfi bizakodó, ígéri, hogy karácsonyra otthon lesz.
1945 júniusa, Szovjetunió.
Clemens Forellt a szovjet hadbíróság 25 év kényszermunkára ítéli partizánok üldözésének vádjával. Forellt sok más társával együtt a távoli északkeleten, a Gyezsnyov-fok (Dezsnyev-fok) közelében, az északi sarkkörön túl fekvő munkatáborba szállítják tehervagonokban. A szerelvény útközben sok helyen megáll, ilyenkor a foglyok kirakják halottaikat és a havat eszik, hogy folyadékhoz jussanak.
Végső állomásuk egy munkatábor, ahol sem kerítés, sem őrtornyok nincsenek, mivel innen nincs értelme megszökni (később kiderül, hogy a tábor Oroszország északkeleti csücskében van). A foglyok egy bányában dolgoznak, ahol kézi erővel ólomércet bányásznak. A tábort Kamenyev hadnagy vezeti. Forell már pár nap múlva megkísérli a szökést, de csak néhány métert tesz meg egy csillében gurulva. Egy nyitott tetejű aknában tartják büntetésként, ráadásul a társai is megverik, amikor visszamegy a bányába. Sérülései miatt kórházba kerül, ahol az egyik német fogoly, aki már évek óta ott él, látja el az orvosi feladatokat egy orosz orvosnő mellett. A betegek többsége meghal tífuszban, Forellnek azonban erősebb a szervezete, ezért életben marad. Dr. Stauffer, a német orvos felszereléssel látja el a szökéshez, amit a maga számára gyűjtött össze, de ő tudja magáról, hogy súlyos beteg, ezért neki nincs értelme szökni. Forell távozása után az orvos öngyilkos lesz.
Forell a várakozásokkal ellentétben (az orvos tanácsára) észak felé indul el, mivel tudja, hogy nyugat vagy dél felé fogják keresni. Amikor elfogy az orvos által félrerakott kevés élelmiszer, sikerül lelőnie a pisztolyával egy fókát, ennek testébe azonnal beledugja a jobb lábát, amin az elfagyás jeleit észleli. Vándorlása során néha eltéved az egyhangúan fehér tájon, ahol még a napot sem lehet látni. Végül aranyat kereső vadászokba botlik (akikről később kiderül, hogy szintén megszöktek egy másik fogolytáborból), akik társul fogadják (de csak azért, hogy ne árulja el őket). Anasztázzal és Szemjonnal egy tutajon folytatják útjukat. Amikor a folyó sekélyebbé és vadabbá válik, Szemjon a vízbe esik, és beüti a fejét egy sziklába. A sebesültet Forell menti ki, aki utánaugrik a vízbe. Amikor megérkeznek az erdei kunyhójukhoz, Anasztáz már ott van, és azt állítja, hogy Szemjon zsákja (az arannyal) a vízbe esett. Szemjon azonban nem hisz neki, és Forell pisztolyával lelövi. Ketten folytatják útjukat, de egy alkalommal Szemjon úgy tesz, mintha nem bírna tovább menni. Forell felajánlja, hogy viszi az ő zsákját is, de a Szemjon attól fél, hogy el akarja venni az aranyát, ezért letaszítja egy lejtőn. Amikor Forell magához tér, farkasok bukkannak elő. Egy csenevész fára mászik előlük, de a fa nem bírja el a súlyát és kettétörik. Csukcs vadászok mentik meg a felfalástól. A törzs egyik sátrába viszik, ahol a sámán májdarabokat helyez rá, majd állatbőrökbe takarják. Forell hamarosan jobban lesz, amihez hozzájárul a vadász felnőtt lánya, Irina szerető gondoskodása, aki szerelmes Forellbe. Amikor azonban a szovjet hatóságok felhívják a figyelmet, hogy „egy német kém” bujkál a környéken, akit be kell jelenteni, a vadász kénytelen elküldeni Forellt. Irina egy rénszarvasszánon elviszi egy darabon, a vadász pedig egy kutyát ad mellé.
Egy fatelepen a helyi elöljáró elé viszik, ahol Forell kimagyarázza magát azzal, hogy ő balti német, fogoly volt, de letöltötte 8 éves büntetését, az iratait egy futár szállítja, az ő neve Pjotr Ivanovics és dél felé kell mennie Csita városba. Hogy hasznosítsák, felültetik egy oda tartó, fát szállító vonatra, amin a kéziféket kell kezelnie. A város legalább 800 km-re van a fateleptől. Amikor azonban megérkeznek, Kamenyev hadnagyot veszi észre a katonák között, aki mániákusan, több ezer kilométeren át idáig követte (még egészen Közép-Ázsiáig követi, pontosabban az iráni határig). Forell menekülni kezd a vágányok között, de szembetalálkozik Kamenyevvel. Forellt a kutya menti meg, ami dühösen nekiugrik Kamenyevnek és összemarcangolja a fél arcát. Kamenyev lelövi a kutyát, de Forellnek sikerül kereket oldania.
1952 augusztusára Forellnek sikerül Közép-Ázsiáig eljutnia. Egy piacon halad keresztül, de nincsen pénze, hogy élelmet vegyen magának. Az egyik árus megszánja, és egy darab lepényt ad neki. Forell továbbsiet, befalja a lepényt. Forellre felfigyel egy kalapos, szakállas férfi (később elmondja, hogy ő zsidó). Nem derül ki világosan, hogy miért segít (tudja róla, hogy német katona volt), de hamis szovjet útlevelet szerez neki, hiszen anélkül nem juthatna át a határon.
Forell az iráni határhoz érkezik, ahol egy hídon kell átmennie, ott megdöbbenve veszi észre, hogy a másik oldal felől Kamenyev közeledik. A szovjet tiszt kijelenti, hogy győzött, és engedi Forellt átmenni. Az irániak azonban börtönbe vetik, mert szovjet kémnek gondolják. Mivel nagybátyja Ankarában dolgozik, mint diplomata, ezért szembesítik vele 1952-ben Teheránban, bár a nagybátyja elmondja a perzsa tisztnek, hogy 1937-ben látta utoljára Forellt. Az azonosítás egy fényképalbum segítségével sikerül, amikor Forell megmondja, hogy az általa 1939-ben küldött fénykép hátuljára mi van írva, így kiszabadul.
Forell karácsonykor érkezik Münchenbe, a házukhoz, de nem mer bemenni, csak az ablakon át leskelődik. Felesége a két gyerekkel (a kisebbik fiú lett) a templomba megy, itt találkoznak Forellel, akit először a lánya ismer meg. A lánya a hosszú évek során gyakran nézegette a térképeket és nem mondott le róla, hogy az apja visszatér.
|  | Itt a vége a cselekmény részletezésének! |

## Szereposztás
| Szerep                                                   | Színész              | Magyar hangja (1. szinkron) |
| -------------------------------------------------------- | -------------------- | --------------------------- |
| Clemens Forell                                           | Bernhard Bettermann  | Czvetkó Sándor              |
| Kathrin Forell, Clemens felesége                         | Iris Böhm            | Törtei Tünde                |
| Kamenyev szovjet főhadnagy, az üldöző                    | Anatolij Kotenyov    | Vass Gábor                  |
| Dr. Heinz Stauffer, német tábori orvos                   | Michael Mendl        | Izsóf Vilmos                |
| Irina                                                    | Irina Pantajeva      | (saját hangján)             |
| Leibrecht                                                | Hans-Uwe Bauer       | Hegedűs Miklós              |
| Bauknecht                                                | André Hennicke       | Katona Zoltán               |
| Szovjet táborparancsnok                                  | Pavel Lebesev        | (saját hangján)             |
| Szemjon                                                  | Vlagyimir Korpusz    | Bácskai János               |
| Anasztáz                                                 | Igor Filcsenkov      | Koncz István                |
| Igor                                                     | Alekszandr Jefremov  | Barbinek Péter              |
| Baudrexel nagybácsi                                      | Hans Peter Hallwachs | Wohlmuth István             |
| Lelkész                                                  | Adalbert Mayer       | Kardos Gábor                |
| Dr. Pahmutova, a tábor orosz orvosa                      | Irina Narbekova      | N/A                         |
| Csukcs sámán                                             | Nyikolaj Kondraskin  | N/A                         |
| Kolka, csukcs vadász, aki megmenti Forellt a farkasoktól | Csimit Rincsinov     | N/A                         |
| Kolka felesége                                           | Dabacu Jundunova     | N/A                         |

## Díjak, jelölések
Nemzetközi díjak:
- 2003, Yubari Nemzetközi Filmfesztivál, Japán – „a zsűri díja”
- 2002, Autrans Nemzetközi Filmfesztivál, Franciaország – „legjobb film”
- 2002, Milanói Nemzetközi Filmfesztivál, Olaszország – „legjobb produkciós tervezés”
- 2002, Milanói Nemzetközi Filmfesztivál, – „legjobb színész”: B. Bettermann
- 2002, Santander Filmfesztivál, Spanyolország – „legjobb film”
- 2002, Santander Filmfesztivál, Spanyolország – „legjobb fényképezés”
- 2002, Houston World Fest – „legjobb film”
- 2002, Houston World Fest – „legjobb fényképezés”
- 2002, Newport Beach Filmfesztivál – „érdemrend” (Award of Merit)
- 2002, Valenciennes, Franciaország – „speciális említés”
- 2001, Biberach, Németország – „közönségdíj”
- 2001, Biberach, Németország – „a nemzetközi zsűri díja”

Csak jelölés, a díjat nem kapta meg:
- 2002, German Gilde of Arthouse Cinemas –  „legjobb film”
- 2002, Német filmkritikusok díja – „legjobb színész”

## Forgatási helyszínek
Fehéroroszország, Észak-Oroszország, Üzbegisztán, Türingia, Bajorország.

## Érdekesség
- A filmben nincs szinkronizálva az orosz beszéd és felirat sem jelenik meg (rövid orosz beszéd szinkronizálva van). A rendező szándéka ezzel az volt, hogy a német fogoly elszigeteltségét érzékeltesse, aki a történet elején szintén nem ért oroszul (idővel azonban sok szót megért és beszélni is tud).
- Irina Pantajeva (Irina szerepében) nem csukcs, hanem burját nemzetiségű.
- Clemens Forell utólagos becslés szerint 3 év alatt 14 000 km-t tett meg, hogy hazajusson.

## Fordítás
- Ez a szócikk részben vagy egészben  az   As Far as My Feet Will Carry Me című angol Wikipédia-szócikk fordításán alapul.  Az eredeti cikk szerkesztőit annak laptörténete sorolja fel. Ez a jelzés csupán a megfogalmazás eredetét és a szerzői jogokat jelzi, nem szolgál a cikkben szereplő információk forrásmegjelöléseként.